# Raed Salah
Cheikh Raed Salah Abu Shakra; né en 1958 est un chef religieux palestinien d'Umm al-Fahm, en Israël. Il est le chef de la branche nord du mouvement islamique en Palestine. Il est devenu maire d'Umm al-Fahm en 1989 mais a démissionné en 2001 pour se concentrer sur ses activités religieuses. Il a huit enfants et est un ancien poète.
Raed Salah est une figure populaire dans le monde musulman et parmi les Palestiniens pour sa défense d'al-Aqsa contre les tentatives israéliennes de s'en emparer. Il a tenu des sermons louant les "défenseurs d'al-Aqsa" et sa branche nord a organisé des voyages gratuits en bus depuis les localités palestiniennes jusqu'à Jérusalem afin de renforcer le lien entre les musulmans et les lieux saints.
Israël a accusé Raed Salah d'inciter à la violence et de soutenir le terrorisme. Il a arrêté Salah à de nombreuses reprises et il a passé de nombreuses années dans les prisons israéliennes, mais ces arrestations ont accru sa popularité.
En 2021, il a reçu le prix Al-Murabit de l'Union internationale des érudits musulmans,.

## Biographie

### Jeunesse
Raed Salah est né en 1958 à Umm al-Fahm. Son père était policier et ses deux frères ont suivi les traces de son père. De 1977 à 1980, il a étudié le droit islamique à l'Université d'Hébron .

### Vie Adulte et engagement politique
Lors de ses études à l'Université d'Hébron, il a cofondé le Mouvement islamique en Israël, qui serait une émanation des Frères musulmans.
En 1989, le Mouvement décide de participer aux élections des localités palestiniennes en Israël. Il a pris le contrôle de six conseils municipaux. Salah est devenu maire de sa ville natale Umm al-Fahm, remportant 70% des voix, une victoire significative pour le Mouvement. Salah a de nouveau gagné en 1993 et 1997 avant de se retirer en 2001 pour se concentrer sur d'autres problèmes. Notamment sur la défense d'al-Aqsa, qu'il sentait menacée par Israël,.
Le Mouvement s'est scindé en 1996 en une branche Nord et une branche Sud alors que la branche Sud avait l'intention de présenter des candidats à la Knesset, le parlement national d'Israël. La branche nord, dirigée par Salah, estimait que cela reviendrait à reconnaître la légitimité d'Israël.
Depuis qu'il a quitté son poste de maire d'Umm al-Fahm, Salah est devenu un prédicateur populaire parmi les Palestiniens en Israël. Il a été arrêté à plusieurs reprises; soupçonné de collecter des fonds pour le Hamas et pour ses sermons populaires qui, selon les autorités israéliennes, impliquent souvent une incitation à la violence. Les multiples arrestations n'ont fait que renforcer sa popularité parmi les Palestiniens.
Dans une interview en 2011, Amal Jamal, professeur de politique à l'Université de Tel Aviv, a décrit Salah comme offrant une version "chaleureuse, spirituelle et inclusive" de l'islam avec laquelle même les laïcs peuvent sympathiser. Jamal a félicité Salah pour être "un leader charismatique qui a prouvé qu'il était prêt à payer le prix de ses convictions. Sa position contraste fortement avec celle des membres de la Knesset qui jouissent de l'immunité parlementaire. D'autres politiciens n'osent pas l'attaquer à cause de son intégrité personnelle et parce qu'ils craignent le contrecoup de la communauté religieuse" .
Sous la direction de Salah, la branche nord a renforcé les liens des musulmans avec al-Aqsa. Il a organisé des voyages en bus gratuits, permettant à des dizaines de milliers de musulmans en Israël de prier à la mosquée. En 2012, la Branche Nord a fondé la Murabitat et la Mourabitoun, des organisations qui organisaient des activités pour les musulmans à al-Aqsa. Les organisations ont acquis une notoriété pour leurs manifestations hostiles contre les Juifs qui se sont rendus à al-Aqsa. En 2015, Israël a interdit les Murabitat et les Mourabitoun et quelques mois plus tard la Branche Nord elle-même, affirmant qu'elle incitait à la violence.
En Avril 2022, Raed Salah a pris part à une délégation de citoyens arabes à la mosquée Aqsa sur fond de tensions liées à une attaque « sans précédent » de la mosquée Aqsa par les forces israéliennes durant le mois de Ramadan.

## Opinions
Salah décourage les Palestiniens de participer ou de voter aux élections nationales israéliennes. Il estime que la représentation arabe au parlement israélien lui confère une crédibilité imméritée.
Il minimise cependant l'importance du schisme entre les branches nord et sud du mouvement islamique, qui présente des candidats aux élections nationales. Il estime qu'il ne s'agit que d'une question de tactique : "les deux branches sont fondées sur la même idéologie et s'accordent sur tous les fondamentaux. Ils ne sont en désaccord que sur la tactique" .

### Occupation israélienne
Saleh rejette également l'idée qu'il y aurait une différence entre les Palestiniens vivant en Israël et ceux vivant en Cisjordanie occupée par Israël : « Comme nous le voyons, la Ligne verte ne signifie rien, et il n'y a aucune différence entre Umm al-Fahm et Jénine [situé à quelques kilomètres au sud-ouest, de l'autre côté de la Ligne Verte]. Nous vivons tous sous occupation, et notre lutte est essentiellement la même" . En 2011, alors qu'il s'adressait à un public d'étudiants de l'Université de Tel-Aviv, il a réitéré sa position anti-occupation en déclarant : « Nous devons continuer à nous battre jusqu'à ce que nous supprimions l'occupation israélienne et libérions la sainte Jérusalem ».

### langue arabe
Salah estime que la langue arabe est menacée en Israël par l'hébreu, qui est la langue principale du pays. Il estime que la préservation de la langue arabe est importante pour préserver l'identité palestinienne : « Si nous voulons préserver notre identité, nous devons préserver la langue arabe, et si nous voulons préserver l'arabe, nous devons l'aimer. Il compare l'utilisation des termes hébreux dans la langue à une invasion : "Lorsque nous permettons à nos langues d'être envahies quotidiennement par l'utilisation de termes hébreux, cela signifie que notre terre, nos maisons, nos lieux saints, notre identité et notre pensée en Palestine sont envahis et toutes les composantes de nos vies en tant qu'individus et collectifs sont attaquées." .

### Diverses accusations
Salah a été accusé à plusieurs reprises d'antisémitisme. Ses détracteurs ont affirmé qu'il avait fait référence au canard antisémite de la diffamation du sang lors d'un sermon en 2007, une affirmation qu'il a niée. En 2011, Salah a publié un article dans Sawt al-Haq w'al-Huriyya dans lequel il a demandé de manière rhétorique "Est-ce que 4 000 employés juifs étaient absents par hasard, ou y avait-il une autre raison?" faisant allusion à la théorie du complot selon laquelle les services secrets israéliens du Mossad étaient à l'origine des attentats du 11 septembre et avaient averti les Juifs de ne pas se présenter au travail le jour de l'attentat.
En 2011, dans une déclaration en réponse à de telles allégations, Saleh a déclaré : "Je condamne sans équivoque toutes les formes de racisme, y compris l'antisémitisme, l'islamophobie et le racisme envers mon propre peuple, les Palestiniens." . Saleh pense que les sionistes veulent assimiler l'antisionisme à l'antisémitisme. Dans une interview en 2020, il a déclaré: "Nous sommes dans une nouvelle phase dans laquelle il est interdit de critiquer le sionisme, dans le sens où ils veulent faire de l'antisionisme un synonyme d'antisémitisme. Tous ceux qui critiquent maintenant le sionisme seront soumis aux mesures qui ont été prises contre les personnes accusées d'antisémitisme." .

## Arrestations et emprisonnements

### Condamnation en 2003 pour collecte de fonds présumée du Hamas
En 2003, Salah et 14 autres responsables de la branche nord ont été arrêtés pour avoir transféré de l'argent au Hamas. Après dix-huit mois d'emprisonnement, Salah a conclu une négociation de plaidoyer. Il a reconnu avoir été accusé d'avoir entretenu des contacts avec un agent étranger et rendu des services au nom d'organisations illégales. En échange, il n'aurait plus qu'à passer six mois en prison, mais il lui serait interdit de quitter Israël. Salah avait précédemment décrit les accusations portées contre lui comme "fabriquées". Son avocat, commentant l'accord de plaidoyer que Salah avait accepté, a déclaré : "Salah a compris qu'Israël n'est pas l'endroit où demander justice pour les non-juifs".

### Incident présumé en 2007
En 2010, Salah a été arrêté pour avoir craché au visage d'un policier israélien en lui criant « Vous êtes des meurtriers racistes. Vous n'avez aucune dignité » lors d'une manifestation en 2007 dans la vieille ville de Jérusalem. Il a nié ces accusations. Le tribunal l'a initialement condamné à neuf mois de prison, mais a réduit la peine à cinq mois,.
Dans une affaire connexe, le tribunal a acquitté Salah des charges d'émeute et « d'implication dans un rassemblement illégal » en lien avec la manifestation. Un juge a estimé que les accusations, portées par la police, étaient "incohérentes avec les témoignages et les preuves vidéo produites par la défense".
Lorsque Salah a été libéré de prison en décembre 2010, tous les dirigeants palestiniens en Israël lui ont rendu visite et lui ont rendu hommage. Plus de 30 000 de ses partisans se sont réunis pour exprimer leur engagement à protéger la mosquée al-Aqsa.

### Sermon de 2007 à Jérusalem-Est
En 2007, Salah a tenu un sermon dans une mosquée de Jérusalem-Est à la suite de fouilles archéologiques près d'al-Aqsa. Pendant le sermon, il a dit :
Nous [musulmans] ne nous sommes jamais permis de pétrir [la pâte pour] le pain qui rompt le jeûne du mois sacré du Ramadan avec le sang des enfants. Quiconque veut une explication plus approfondie, qu'il demande ce qui arrivait à certains enfants en Europe, dont le sang était mélangé à la pâte du pain sacré [juif].
Les journaux israéliens de l'époque ont écrit que Salah accusait les Juifs d'avoir historiquement utilisé le sang d'enfants pour cuire du pain, une diffamation antisémite. Les commentaires ont refait surface en 2011, lors de la détention de Saleh en Grande-Bretagne. Il a affirmé que son intention n'était pas de répéter une diffamation de sang et que son utilisation du terme "pain sacré" montrait qu'il ne faisait pas référence aux Juifs puisqu'il n'y a pas de pain sacré dans le judaïsme. L'organisation de surveillance de la presse britannique pro-palestinienne Middle East Monitor a produit un rapport intitulé The Sheikh Raed Affair, défendant Salah. D'autres organisations ont contesté les affirmations de Salah.
En 2013, Salah a été jugé pour incitation à la violence et au racisme pour son sermon de 2007 et reconnu coupable d'incitation à la violence mais pas au racisme, et condamné à huit mois de prison en mars 2014. Les procureurs ont fait appel de l'acquittement de Salah sur l'accusation de racisme et la cour d'appel a annulé l'acquittement en novembre 2014, déclarant Salah coupable d'incitation au racisme pour ses commentaires de "diffamation de sang". En mars 2015, le tribunal l'a condamné à onze mois de prison. Salah a fait appel devant la Cour suprême qui, en avril 2016, a réduit sa peine à neuf mois parce que le sermon a eu lieu il y a longtemps et que Salah n'avait pas commis d'infractions similaires depuis lors.
Salah a commencé à purger sa peine en mai 2016 et a été placé à l'isolement. Un tribunal israélien a rejeté en octobre l'appel du Centre Al Mezan pour les droits de l'homme de mettre fin à son isolement. Salah a entamé une grève de la faim en novembre pour protester contre les conditions dans lesquelles il était détenu,.

### Discours de 2009
En septembre 2009, des manifestations qui ont conduit à de violents affrontements entre les forces de sécurité israéliennes et des manifestants palestiniens musulmans ont éclaté au sujet du statut de la mosquée Aqsa. Le 2 octobre 2009, alors que les affrontements se poursuivaient, Salah a prononcé un discours qualifié d'incitation par la police israélienne, affirmant qu'il avait encouragé les manifestants. Il a été arrêté le 6 octobre, mais relâché quelques heures plus tard. Cependant, il a été interdit d'entrer à Jérusalem pendant 30 jours car le tribunal a fait valoir que sa présence à Jérusalem "pourrait être une incitation" ,.

### Arrestation de la flottille de Gaza en 2010
Salah était à bord du Mavi Marmara, le navire de tête de la flottille de la liberté de Gaza de 2010, qui a tenté de briser le blocus israélien de la bande de Gaza. Le navire a été arraisonné dans les eaux internationales par la marine israélienne. Cela a conduit à des affrontements avec les militants au cours desquels des commandos israéliens ont tué neuf d'entre eux et en ont blessé des dizaines tandis que sept commandos ont été blessés.
Salah a été emmené à la prison d'Ela à Beer Sheva pour attendre une audience sur son implication. En juin, Salah a été libéré sous caution de 150 000 NIS, mais placé en résidence surveillée et temporairement interdit de quitter Israël. Quelques heures après sa libération, Salah a prononcé un discours à Umm al-Fahm, affirmant que le sionisme "qui a commencé en Turquie se terminerait en Turquie".

### 2011 Incident au poste frontière
En avril 2011, Salah et sa femme rentraient chez eux après un pèlerinage à La Mecque. Au poste frontière d'Allenby entre la Jordanie et la Cisjordanie, ils ont été arrêtés par la police israélienne. Lorsqu'une policière a voulu fouiller sa femme à nu, Salah a protesté. Il a crié après la police et a exigé qu'ils traitent sa femme avec respect. D'autres policiers ont retenu Salah mais il s'est libéré et a tenté de foncer dans la pièce où sa femme était fouillée,,.
Salah a été reconnu coupable trois ans plus tard d'avoir "interrompu" des policiers et condamné à une amende de 9 000 NIS ainsi qu'à une probation de deux ans.

### Arrestation en 2011 au Royaume-Uni
Après être entré au Royaume-Uni le 28 juin 2011, Salah a été arrêté le même jour. Il devait assister à une réunion de la Campagne de solidarité avec la Palestine avec les députés travaillistes Jeremy Corbyn, Yasmin Qureshi et Richard Burden. Il a demandé à être libéré sous caution, en attendant l'issue de la procédure judiciaire, malgré la décision du ministre de l'Intérieur de lui interdire l'accès au pays, a été accordée le 15 juillet et il a été libéré trois jours plus tard,. Les conditions de sa libération comprenaient le port d'une étiquette électronique, l'observation d'un couvre-feu nocturne, le signalement aux agents de l'immigration et l'abstention de parler en public.
Les Palestiniens ont accusé le gouvernement israélien d'être derrière l'arrestation. Dans un communiqué, la ministre de l'Intérieur Theresa May a déclaré qu'elle cherchait à faire expulser Saleh pour ses opinions extrémistes.
Une révision judiciaire de l'arrestation de Salah a eu lieu le 30 septembre 2011 au cours de laquelle le tribunal a statué que Salah avait droit à des dommages-intérêts en raison d'une détention injustifiée. En réponse, May a cherché à interdire Salah. Le 26 octobre, un tribunal de l'immigration a conclu que May avait été justifiée dans sa position. Le tribunal a déclaré qu'il était "satisfait que l'appelant se soit engagé dans le comportement inacceptable consistant à encourager la haine qui pourrait conduire à la violence intercommunautaire au Royaume-Uni".
Salah a fait appel de la décision avec succès. Le tribunal a jugé qu'il n'y avait aucune raison de l'expulser ni de lui refuser la liberté d'expression et qu'il ne représentait pas un danger pour la société britannique.

### Sermon et arrestation de 2017
En août 2017, un mois après lsa sortie de prison de neuf mois pour le sermon de 2007, il a de nouveau été arrêté. Cette fois sur des allégations d'appartenance à une organisation illégale (la Branche Nord) et d'incitation à la terreur à propos d'un sermon qu'il a prononcé en juillet de la même année dans lequel il louait les "martyrs d'Al-Aqsa" et ceux qui la gardaient.
Au cours du procès, Salah a soutenu que ses opinions étaient des opinions religieuses et qu'il n'appelait pas à la violence. Son avocat a déclaré que les citations du Coran devraient être protégées par la liberté d'expression et que c'est une question d'interprétation de savoir si ces citations sont un discours islamique ou une incitation.
Le 10 février 2020, un tribunal israélien a condamné Salah à 28 mois de prison pour « incitation au terrorisme ». Une cour d'appel a confirmé la condamnation de Salah et il a commencé à purger sa peine le 4 août.
Alors qu'il était emmené en prison, des centaines de ses partisans se sont rassemblés à l'extérieur en signe de solidarité, scandant "Tous les musulmans et les Arabes du monde sont fiers de vous - je ne respecte pas la décision du tribunal". Jamal Zahalka, ancien dirigeant du parti arabo-israélien Balad, a déclaré que Salah avait été victime d'une chasse aux sorcières : "c'est une nouvelle étape dans sa persécution politique. La [branche nord du] mouvement islamique a été interdite, maintenant le droit de parler est également interdit".
Le 13 décembre 2021, il est sorti de prison après avoir purgé 16 mois de sa peine.